# 三重県立熊野青藍高等学校木本校舎
三重県立熊野青藍高校木本校舎 （みえけんりつ くまのせいらんこうとうがっこうきのもとこうしゃ）は三重県熊野市に位置した県立の高等学校である。普通科、商業科、家政科の3学科を設置していたが、1995年（平成7年）10月の総合学科棟完成にあたり商業科と家政科を統合し、普通科と総合学科の2学科に改組した。通称は木高 （）。

## 沿革
- 1906年4月 - 三重県立南牟婁高等女学校の前身の下記の3校が相次いで設立・廃止。
  - 南牟婁郡立女子技芸学校
  - 南牟婁郡立実科高等女学校
  - 南牟婁郡立技芸学校
- 1920年4月 - 三重県立木本中学校を開校。
- 1920年5月 - 南牟婁郡立高等女学校を開校。
- 1924年3月 - 南牟婁郡立高等女学校を県立移管し、三重県立南牟婁高等女学校となる。
- 1948年5月 - 三重県立木本中学校と三重県立南牟婁高等女学校を統合して三重県木本高等学校を創設。
- 1948年8月 - 定時制を併設。
- 1955年4月 - 三重県立木本高等学校と校名を変更。
- 1966年2月 - 武道場完成。
- 1972年3月 - 校舎第1棟竣工。
- 1974年3月 - 校舎第2棟竣工。
- 1977年10月 - 校舎第3棟竣工。
- 1980年3月 - 寄宿舎竣工。
- 1980年11月 - 体育館竣工。
- 1986年 - 普通科3年生に、3コース制（理系・文系・総合）を導入。
- 1987年 - 普通科2年生に、理系と国公立大学進学希望者対象の数学重点コースと、他の進路希望者対象の国語重点コースの2コースを導入。
- 1989年 - 普通科2年生の英語・数学で習熟度別学習を実施。商業科3年生の進学希望者のために、選択科目を導入。専門科目に習熟度別 授業を導入。
- 1990年 - 1990・1991年度の文部省の習熟度別学習研究指定校となる。普通科1・2年生の数学・英語の授業は、全て習熟度別学習を実施。
- 1991年 - 普通科2年生を、文系・理系の2コースに変更。
- 1992年 - 1992・1993年度の文部省の教育課程研究指定校となる。普通科1学級をBコース（高進度クラス）とする。
- 1993年4月 - 家政科募集停止（普通科6学級、商業科2学級、家政科1学級→普通科7学級、商業科2学級）、普通科のコース制を拡大。
  - 2年生：3コース（文I・文II・理数）
  - 3年生：6コース（人文・英語・理数・医療・教養・生活科学）
- 1994年4月 - 総合学科を導入、商業科を募集停止にする。（普通科4学級、総合学科5学級）
  - 1994・1995年度の文部省の高等学校教育改革推進研究指定校となる。
- 1995年8月 - 総合学科棟竣工。
- 1995年10月 - 総合学科棟完成。
- 2011年9月5日 - 平成23年台風第12号により、浸水被害を受ける[1]。
- 2025年4月1日　- 三重県立紀南高等学校と統合し三重県立熊野青藍高等学校木本校舎となる。

## 設置学科
- 全日制課程（3年制）
  - 普通科
  - 総合学科
- 定時制課程（4年制）
  - 普通科

## クラブ活動
体育系
- バレーボール男子
- バレー女子
- ソフトテニス男子
- ソフトテニス女子
- バスケットボール男子
- バスケット女子
- 卓球男子
- 卓球女子
- 剣道男子
- 剣道女子
- 柔道男子
- 柔道女子
- サッカー
- バドミントン
- 硬式野球
- 器械体操男子
- 器械体操女子
- ラグビー
- バトン

文化系
- 茶道
- 華道
- 書道
- 美術
- 写真
- 吹奏楽
- 放送
- 生物
- 天文気象
- ESS
- ワープロ
- JRC
- 漫画研究

## 出身者
- 笠松茂（元体操選手、ミュンヘン五輪金メダリスト、1974年世界選手権で個人総合優勝）

- 鳥井久充（ソフトテニス　アジア選手権三位、天皇杯全日本ソフトテニス選手権大会優勝）
- 裏地美香（ソフトテニス　1999年第11回世界ソフトテニス選手権ダブルス優勝　2000年第4回アジアソフトテニス選手権ダブルス優勝　皇后杯全日本ソフトテニス選手権大会優勝）
- 中道貴之（元陸上競技（短距離）・ラグビー選手、後に本校教諭）
- 岩本進（元プロ野球選手、巨人→大毎・東京）
- 高見昌宏（元プロ野球選手、巨人）
- 徳本政敬（元プロ野球選手、広島→オリックス）
- 島崎保久（作家・編集者）
- 原大樹 （マジシャン）
- 屋敷裕政（お笑い芸人（ニューヨーク））

## 交通
- JR東海紀勢本線 熊野市駅より徒歩約15分